# 見覚寺
見覚寺（けんかくじ）は、富山県南砺市（旧平村）見座地区にある真宗大谷派の寺院である。

## 概要
室町時代の後半、文明年間に本願寺8代蓮如が越前国吉崎御坊に滞在したことにより、北陸地方で真宗門徒が急増し、五ヶ山地方にも本格的に真宗が広まりつつあった。最初に五箇山地方に教線を伸ばしたのは越前国の和田本覚寺で、見座集落も含め五箇山西部のほとんどの寺院は本覚寺下の道場として始まっている。
当初、見座村は中畑村と共同で中畑道場（後の中畑本教寺）を利用しており、中畑道場の阿弥陀如来木像には「明和九年二月二十八日　本覚寺下越中国砺波郡（見座村　中畑村）総道場」との記載がある。
江戸時代中期、享和元年（1801年）に至ると見座村で見座道場が立てられて中畠道場から独立し、これが現在の見覚寺の前身となる。この時、見座道場が大太鼓を取り、中畑道場が本尊を取ったと伝えられている。
その後、中畑道場と同じく昭和24年（1949年）4月4日には「見覚寺」の寺号を許され、以後見座見覚寺と称している。享和元年に建立された見座道場は前口六間、奥行六間半もある大型道場であったが、昭和44年（1969年）に国道304号改修のため敷地移転することとなった。そこで見覚寺は現在地へ移動し、大改裝が行われた結果、更に大型の寺院となって現在に至っている。

## 五箇山の本覚寺下道場
上述したように円浄寺は越前国和田本覚寺下の道場として始まった寺院であり、周辺の赤尾谷・上梨谷のほとんどの寺院も元は本覚寺下道場であった。戦国時代に本覚寺下道場であった道場は、本願寺の東西分派時に東方の小松本覚寺と、西方の鳥羽野万法寺にそれぞれ別れ、これが現代まで引き継がれている。
| 戦国時代             | 戦国時代 | 江戸時代               | 江戸時代   | 近現代                 | 近現代         |
| -------------------- | -------- | ---------------------- | ---------- | ---------------------- | -------------- |
| 越前国 和田 本覚寺下 | 小原道場 | 越前国 鳥羽野 万法寺下 | 小原道場   | 福井県 鯖江市 万法寺下 | 小原道場       |
| 越前国 和田 本覚寺下 | 細島道場 | 越前国 鳥羽野 万法寺下 | 細島道場   | 福井県 鯖江市 万法寺下 | 細島道場       |
| 越前国 和田 本覚寺下 | 相倉道場 | 越前国 鳥羽野 万法寺下 | 相倉道場   | 福井県 鯖江市 万法寺下 | 相倉道場       |
| 越前国 和田 本覚寺下 | 漆谷道場 | 越前国 鳥羽野 万法寺下 | 漆谷道場   | 福井県 鯖江市 万法寺下 | 漆谷道場       |
| 越前国 和田 本覚寺下 | 中畑道場 | 加賀国 小松 本覚寺下   | 中畑道場   | 中畑本教寺             | 中畑本教寺     |
| 越前国 和田 本覚寺下 | 中畑道場 | 加賀国 小松 本覚寺下   | 見座道場   | 見座見覚寺             | 見座見覚寺     |
| 越前国 和田 本覚寺下 | 上梨道場 | 加賀国 小松 本覚寺下   | 上梨道場   | 上梨円浄寺             | 上梨円浄寺     |
| 越前国 和田 本覚寺下 | 皆葎道場 | 加賀国 小松 本覚寺下   | 皆葎道場   | 皆葎皆蓮寺             | 皆葎皆蓮寺     |
| 越前国 和田 本覚寺下 | 楮村道場 | 加賀国 小松 本覚寺下   | 楮村道場   | 楮村聖光寺             | 楮村聖光寺     |
| 越前国 和田 本覚寺下 | 新屋道場 | 加賀国 小松 本覚寺下   | 新屋道場   | 新屋道善寺             | 新屋道善寺     |
| 越前国 和田 本覚寺下 | 新屋道場 | 加賀国 小松 本覚寺下   | 上中田道場 | 上中田念仏道場         | 上中田念仏道場 |
| 越前国 和田 本覚寺下 | 赤尾道場 | 赤尾行徳寺             | 赤尾行徳寺 | 赤尾行徳寺             | 赤尾行徳寺     |
| 越前国 和田 本覚寺下 | 下嶋道場 | 赤尾行徳寺下           | 下嶋道場   | 赤尾行徳寺下           | 下嶋道場       |